# M. Ward
Pour les articles homonymes, voir Ward.
Matthew Stephen Ward, né le 4 octobre 1973 à Newbury Park, Californie, est un compositeur de pop-rock américain, qui signe ses albums sous le nom de M. Ward.
Avec la comédienne et chanteuse Zooey Deschanel, ils créent le groupe She and Him.

## Biographie
Il naît en Californie et grandit à Glendale, puis s'installe à Portland, Oregon, après ses études supérieures. Il apprend à jouer an autodidacte, sur la guitare de son frère, en reproduisant des morceaux des Beatles. À 15 ans, il commence à s'enregistrer sur une console quatre-pistes analogique, sur laquelle il enregistre encore ses démos.

## Discographie

### Albums studio
- Duet for Guitars #2, 1999
- End of Amnesia, 2001
- Transfiguration of Vincent, 2003
- Transistor Radio, 2005
- Post-War, 2006
- To Go Home, 2007 (EP)
- Hold Time, 2009
- A Wasteland Companion, 2012
- More Rain, 2015
- What a Wonderful Industry, 2018
- Migration Stories, 2020
- Think of Spring, 2020 (Reprise de l'album complet "Lady in Satin" de Billie Holiday)
- Supernatural Thing, 2023